# Terlizzi
Terlizzi (Terrézze in dialetto terlizzese) è un comune italiano di 25 887 abitanti della città metropolitana di Bari in Puglia. Il borgo è rilevante per la sua produzione floricolturistica.

## Geografia fisica
Il borgo è situato nella bassa Murgia su un rilievo del primo gradino murgiano. Il suo agro è prevalentemente formato da coltivazioni di uliveti e vigneti. Non sono presenti riserve naturali come boschi o foreste, se non piccole formazioni carsiche in agro della vicina frazione di Sovereto.

Nel suo territorio sono anche coltivati cereali vari, campi di grano e anche mandorleti. 
| Terlizzi                   | Mesi | Mesi | Mesi | Mesi | Mesi | Mesi | Mesi | Mesi | Mesi | Mesi | Mesi | Mesi | Stagioni | Stagioni | Stagioni | Stagioni | Anno |
| Terlizzi                   | Gen  | Feb  | Mar  | Apr  | Mag  | Giu  | Lug  | Ago  | Set  | Ott  | Nov  | Dic  | Inv      | Pri      | Est      | Aut      | Anno |
| -------------------------- | ---- | ---- | ---- | ---- | ---- | ---- | ---- | ---- | ---- | ---- | ---- | ---- | -------- | -------- | -------- | -------- | ---- |
| T. max. media (°C)         | 10,0 | 10,9 | 13,1 | 16,9 | 22,0 | 26,9 | 29,5 | 29,4 | 25,1 | 20,0 | 15,3 | 11,8 | 10,9     | 17,3     | 28,6     | 20,1     | 19,2 |
| T. min. media (°C)         | 3,9  | 4,0  | 5,7  | 8,2  | 12,0 | 16,0 | 18,5 | 18,8 | 16,0 | 12,1 | 8,3  | 5,4  | 4,4      | 8,6      | 17,8     | 12,1     | 10,7 |
| Precipitazioni (mm)        | 52   | 58   | 46   | 43   | 39   | 30   | 22   | 26   | 49   | 61   | 62   | 60   | 170      | 128      | 78       | 172      | 548  |
| Umidità relativa media (%) | 78,4 | 77,1 | 75,1 | 72,0 | 69,1 | 65,2 | 61,6 | 63,6 | 70,7 | 77,3 | 79,3 | 79,4 | 78,3     | 72,1     | 63,5     | 75,8     | 72,4 |

## Storia

### Preistoria
Il territorio era abitato già in epoca preistorica, come testimoniano i tre (o quattro) menhir che si trovano nel territorio comunale, uno dei quali ora giace a terra in prossimità di un mercato cittadino. 

### Età antica: Territorio di Ruvo di Puglia
In tempi remoti, il territorio di Terlizzi era prevalentemente un territorio di rovi, querceti e piccole cavità carsiche. Originariamente, fin dal III secolo a.C., il suo territorio faceva parte del territorio della vicina Ruvo, all'epoca chiamata Ρυψ (Rhyps, pron: Rüps). Sarà soltanto dopo la caduta dell'Impero Romano d'occidente, che il Casale di Trelicio (Terlizzi) avrà il suo sviluppo nel borgo che è oggi.

### Alto Medioevo: Le prime notizie di Terlizzi ed origini del nome
Le origini di Terlizzi risalgono al VI secolo d.C., benché le prime testimonianze concrete della sua esistenza risalgano solo alla Donazione di Wacco (VIII secolo), feudatario longobardo che dona al Monastero di Montecassino il casale in Trelicio, in quel tempo circondato da macchia mediterranea e querceti (quercus ilex). Da qui deriva, plausibilmente, il toponimo Trelicium o più diffusamente, nelle più antiche pergamene, Terlicium, equivalente a terra ilicium, locus inter ilicia, "terra di lecci" o "luogo posto fra i lecci" oppure Terlitium ovvero "terra contesa", Terlicio "tre luoghi", Terlizzo, Terlizo o Terricium ovvero "terra circondata da torri".

### Basso Medioevo
Dopo la dominazione bizantina, a partire dall'XI secolo, Terlizzi rientra nella sfera d'influenza di Giovinazzo, sotto il dominio del normanno conte Amico, artefice delle fortificazioni in entrambi i centri urbani (e a Terlizzi, del castello con tre torri, ripreso nello stemma cittadino), all'epoca ancora identificata come castellum. Ma fu nel 1123 che Terlizzi acquisì il titolo di città (come testimonia una stele affissa alla Torre Maggiore del Castello normanno, unica superstite della struttura, in gran parte crollato tra XVIII e XIX secolo).
Nel Duecento fu capoluogo di contea infeudata alla famiglia Tuzziaco; in seguito fu dominio di Federico Wrunfort. Nel 1230 l'imperatore Federico II di Svevia, imperatore del Sacro Romano Impero Germanico vinse la lotta contro il papa Gregorio IX. Subito dopo la vittoria Federico riconobbe tutte le città che lo avevano affiancato negli scontri con il pontefice, tra cui Terlizzi. Lui, essendo anche un poeta, per ringraziare Terlizzi la agevolò nel commercio e le scrisse anche una frase di benevolenza cioè "Terlitium inter spinas lilium" ovvero "Terlizzi un giglio fiorito fra rovi spinosi".
Nel 1361 divenne signore di Terlizzi Guglielmo Sanseverino, per eredità di uno zio. Tale famiglia detenne la signoria fino al 1407, quando Ottavio/Ottaviano Sanseverino, che è anche signore di Parabita e di Cellino, viene privato di tutti i possedimenti per ribellione a re Ladislao di Durazzo. Subito dopo verrà investito della signoria di Terlizzi (assieme ad altri feudi) Francesco Orsini, conte e poi duca di Gravina. Nel 1532, però, il suo discendente Ferdinando Orsini, 5º duca di Gravina, perde definitivamente la signoria di Terlizzi, che passa ai Grimaldi principi di Monaco marchesi di Campagna che l'amministrarono fino al 1641.

### Età moderna
Dal 1607 è amministrata dai baroni de Gemmis di Castel Foce, luogotenenti del feudo. Dai Grimaldi passò ai Giudice Caracciolo duchi di Giovinazzo e principi di Cellamare, fino a quando, morta Donna Eleonora Giudice Caracciolo senza figli né eredi diretti nel 1770, tutti i corpi feudali furono devoluti alla Regia Corte. Messa all'asta nel 1778 dalla Regia Camera della Sommaria per ordine regale, i cittadini terlizzesi, tra cui il barone letterato Ferrante de Gemmis, per non far nuovamente ricadere il borgo sotto la servitù feudale del probabile acquirente il duca Carafa di Andria, promossero il riscatto feudale versando 90.000 ducati alla regia corte nel 1779 e Terlizzi divenne città demaniale. Tale somma però, non essendo nella disponibilità dell'università di Terlizzi, fu prestata dal barone Gennaro Rossi di Napoli il quale aveva ipotecato a sé tutti i corpi feudali di Terlizzi compreso il castello, fu rimborsata nell'arco di oltre un secolo e mezzo con molte difficoltà e vicissitudini giudiziarie chiusasi addirittura nel 1930.

### Simboli

Gonfalone di Terlizzi

Dello stemma è storicamente attestata la presenza fin dal 1580, di cui è presente la prima copia finora presente sulla campana del cimitero comunale, voluta dall'allora sindaco Pontiano Brigazza. Nello stemma antico erano raffigurati due animali allegorici pennuti di difficile interpretazione. Analoga è la rappresentazione presente sulla volta della sala consiliare del municipio e ai piedi della Torre Normanna.
Nello scudo è raffigurato un ampio torrione circolare con tre torri merlate; sulla torre centrale, più alta e più larga, è posta la figura di san Michele arcangelo, principale patrono della città; la torre di destra è cimata da una civetta mentre quella di sinistra da un gallo. Lo stemma è stato riconosciuto assieme al gonfalone con DCG del 16 dicembre 1935. 
Il gonfalone è un drappo di azzurro.

## Monumenti e luoghi d'interesse

### Centro storico
Coincide con la cittadella medievale. L'insieme di case e viuzze disposte a raggiera convergenti verso la cattedrale di San Michele Arcangelo, è delineato da quello che i terlizzesi chiamano "stradone" ovvero l'antico fossato del borgo ricoperto nell'Ottocento per permettere il transito del Carro trionfale. I due rami semicircolari dello stradone sono gli attuali corso Dante e corso Garibaldi. Durante i lavori di riqualificazione architettonica di largo Lago Dentro, nel settembre del 2016, è emersa l'antica pavimentazione della piazzetta. La piazza principale, dedicata a Cavour, presenta un Monumento ai caduti realizzato dallo scultore molfettese Giulio Cozzoli nel 1923.

### Architetture civili
Torre maggiore

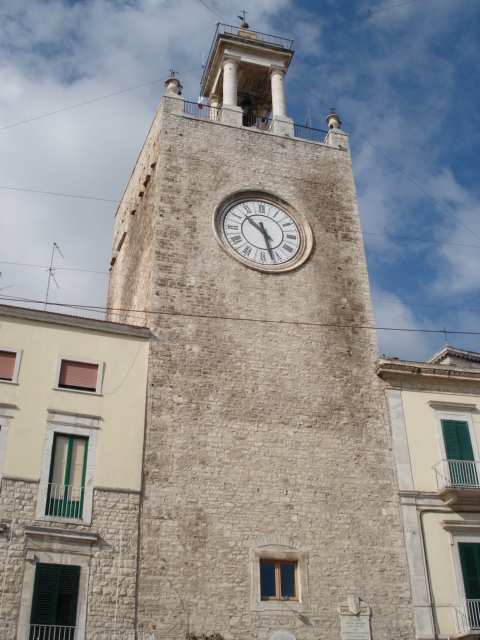
La Torre Maggiore

È il simbolo del borgo. È soprannominata Torre dell'orologio. 
Palazzo baronale de Gemmis

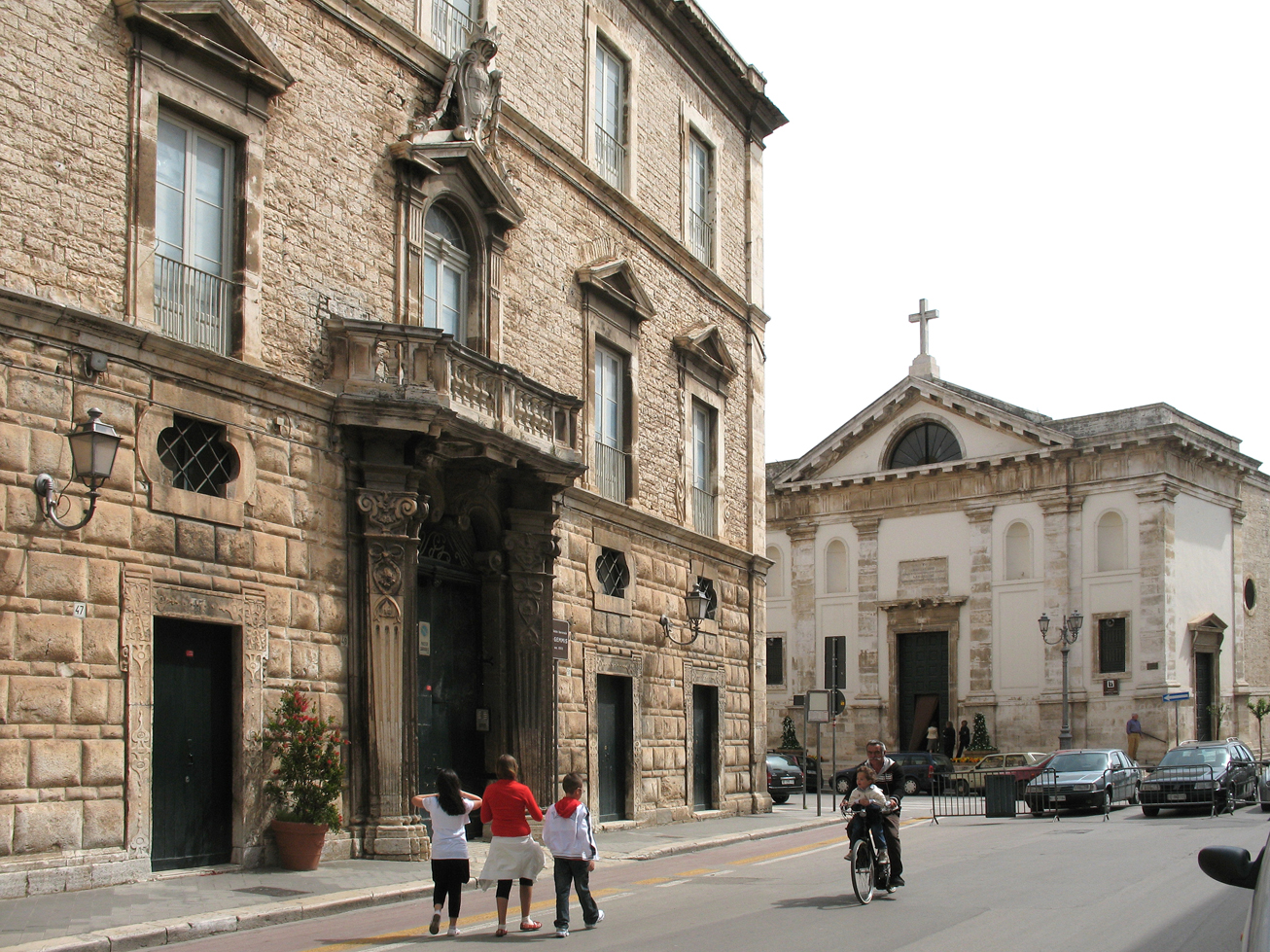
Palazzo baronale de Gemmis e Chiesa di Santa Maria La Nova

Palazzo monumentale dei Baroni de Gemmis edificato su progetto dell'architetto Luigi Vanvitelli.
Villa di San Giuliano
Principesca villa della famiglia de Gemmis, costruita sull'antica Chiesa di San Giuliano, passata alla ribalta della notorietà nel XX secolo come cenacolo culturale dell'ing. Gennaro de Gemmis. L'immensa tenuta annessa alla Villa fu sede di coltivazioni floricole, dando impulso a tale attività in tutto il borgo. La preziosa raccolta di libri e documenti storici che conteneva la Villa, cioè l'attuale biblioteca provinciale de Gemmis, la rese meta di pellegrinaggi da tutto il mondo, Benedetto Croce ne fu un assiduo frequentatore.
È oggi ridotta ad un anonimo edificio sede dell'Istituto di Stato per l'agricoltura dedicato al barone.
Villa Lamparelli

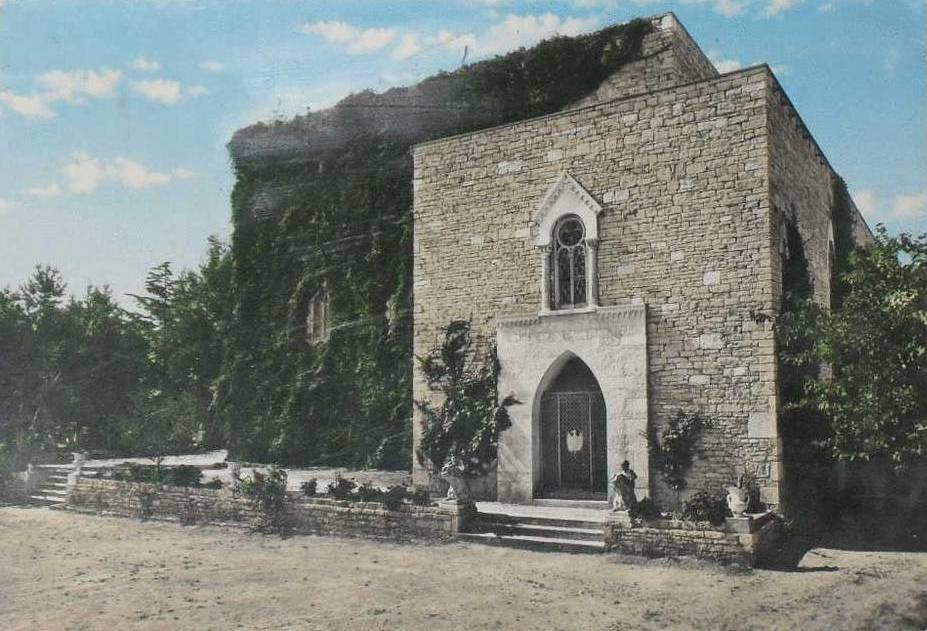
Villa de Gemmis, in una foto del 1960

Villa settecentesca edificata da Michele Lamparelli a ridosso dell'ampia tenuta di Sovereto.
Altri edifici
- Palazzo Schettini. Monumentale palazzo edificato dai Valdaura, acquistato nel XVIII secolo alla nobile famiglia Schettini originaria di Limoges. Presenta un pregevole portale d'accesso con affrescato lo stemma nobiliare Schettini. È oggi sede di numerose abitazioni.
- Palazzo Lioy. Palazzo nobiliare, parzialmente incompiuto, della famiglia Lioy originaria di Venosa e trasferitasi poi da Terlizzi a Vicenza.
- Palazzo de Napoli. Palazzo ottocentesco della famiglia de Napoli, passata al ceto nobiliare alla fine del Settecento. Fu donata da Michele De Napoli al Comune di Terlizzi ed è oggi sede della omonima pinacoteca.
- Palazzo de Paù Gentili. Dimora nobiliare settecentesca, la prima edificata in corso Dante, caratterizzata da cinque busti posti sulla facciata al piano nobile. Fu ultimato nella metà dell'Ottocento dalla nobildonna Gaetana della Mura.
- Palazzo de Paù. Palazzo edificato dal nobile Domenico de Paù e ultimato da mons. Felice de Paù, vescovo di Tropea. La sua sala da ballo ospita oggi la biblioteca comunale.
- Palazzo de Palma. Palazzo nobiliare della famiglia de Palma, sito in via Sarcone.
- Palazzo Marinelli. Ottocentesco Palazzo della famiglia Marinelli, oggi sede di numerose abitazioni.
- Palazzo Lamparelli. Palazzo della famiglia Lamparelli in viale Roma.
- Palazzo Alvarez de Scalera. Palazzo della nobile famiglia Alvarez de Scalera, originaria di Pamplona.
- Palazzo Sangiorgio de Vanna. Dimora nobiliare della famiglia Sangiorgio prima e de Vanna poi, sito in corso Vittorio Emanuele.
- Villa Lamparelli. Villa ottocentesca edificata dall'ingegner Onofrio Lamparelli, erede del medico Michele Lamparelli.

### Edifici religiosi

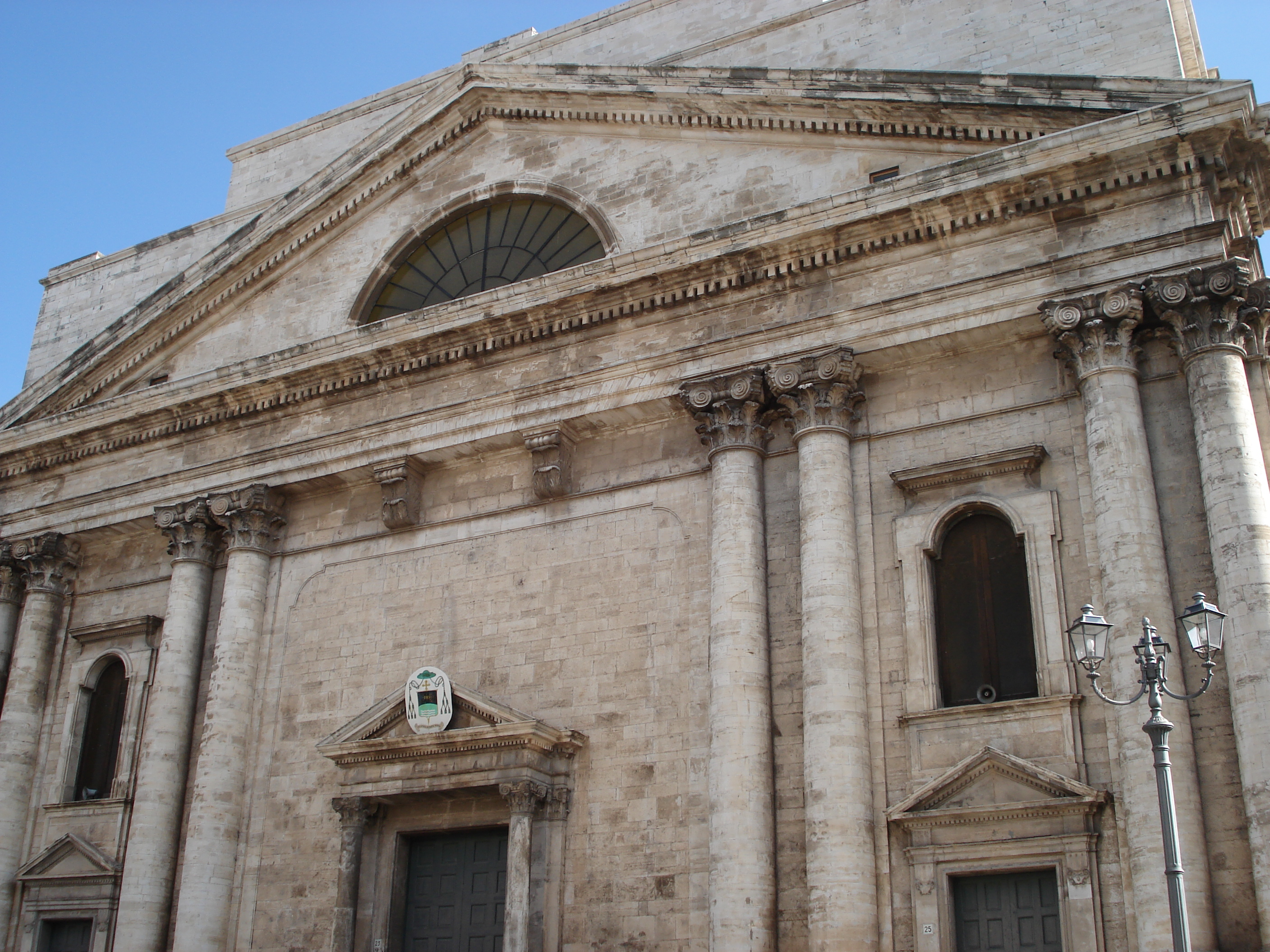
La neoclassica Concattedrale di Terlizzi

Concattedrale di San Michele Arcangelo
- Chiesa di Santa Maria delle Grazie

- Chiesa di Santa Maria la Nova
- Chiesa dell'Immacolata

- Santuario della Madonna del Rosario;
- Parrocchia dei Santi Medici;
- Chiesa di Santa Maria della Stella;
- Parrocchia di San Gioacchino;
- Parrocchia del SS. Crocifisso;
- Chiesa di Sant'Ignazio;
- Chiesa di Santa Lucia;
- Chiesa di Santa Maria del Riposo
- Chiesa dell'Annunziata;
- Chiesa dei Cappuccini;
- Convento della Fraternità francescana di Betania.

### Santuario di Sovereto
Secondo la tradizione popolare, poco dopo l'anno Mille, avvenne il rinvenimento, in una grotticella del Sovero a 3 km da Terlizzi, di una sacra icona bizantineggiante raffigurante una Madonna con il Bambino, più conosciuta sotto la denominazione di "Madonna di Sovereto", divenuta poi patrona del borgo. Della chiesa primitiva è rimasta intatta l'abside d'epoca medievale con monofora a spina di pesce, mentre nell'atrio compreso fra il santuario e gli edifici adiacenti si possono ammirare testimonianze epigrafiche ed eleganti bifore. Sono, inoltre, presenti degli stucchi rococò che rivestono le pareti e incorniciano archi e finestre e l'effigie marmorea del celebre clinico Michele Lamparelli, proprietario della tenuta del Sovero.

## Società

### Evoluzione demografica
Abitanti censiti

Nel corso della prima metà del Novecento Terlizzi subì l'emigrazione e soffrì la mancanza di lavoro. Negli anni 60, a seguito del boom economico italiano, la Puglia tornò a crescere economicamente, fenomeno che interessò anche il borgo di Terlizzi.

### Musei
- Pinacoteca Michele De Napoli

### Media
Terlizzi è dotata di un proprio canale radiofonico: radio Terlizzi stereo.

### Eventi
A partire dal XVIII secolo si commemora la festa maggiore con un Carro trionfale alto 22 metri, completamente in legno, che viene portato per le vie del borgo, mosso a spinta dai fedeli e guidato da 4 timonieri. La tradizione di questo carro deriva da un vecchio racconto di paese: la leggenda narra che, intorno all’anno Mille, un pastore ritrovò nel bosco del Sovero, in una grotta visibile ancora oggi sotto la chiesa, l’icona della Madonna. Poiché l’agro era in terra terlizzese, ma il gregge stava facendo ritorno a Bitonto, i due borghi iniziarono a contendersi la paternità del ritrovamento. Per decidere a chi appartenesse l’icona, i due borghi scelsero due buoi, uno per paese, e li attaccarono ai due lati di un carro su cui fu posto il quadro della Vergine. I due buoi si contesero il primato per un po’, fino a quando il bue terlizzese, incornandolo in un occhio, ebbe la meglio sul bue bitontino ed il carro fu trainato in direzione Terlizzi. A ricordo di questa leggenda, il carro attuale riproduce alla base i due buoi ed uno di essi ha un occhio insanguinato.

## Geografia antropica

### Frazioni

#### Sovereto
La frazione nasce nell'XI secolo, grazie alla costruzione del Santuario dedicato alla S.S. Maria di Sovereto, un'icona bizantina raffigurante la Vergine Nera con il Bambino Gesù. Secondo la tradizione popolare l'icona fu ritrovata da un pastore all'interno di una cavità sotterranea nella zona del "Sovero" nell'Agro di Terlizzi, ma le origini di questo quadro sono abbastanza sconosciute, anche se si suppone che essa sia stata lasciata lì da alcuni monaci cattolici fuggiti dall'Impero Bizantino a seguito delle persecuzioni dei cattolici da parte dei Bizantini dato come il Grande Scisma.
Ubicato lungo la via Appia Traiana, il Santuario era retto dall'Ordine Gerosolimitano e dalle monache dell'Ordine di S. Marco.

## Economia
Secondo le recenti stime, il reddito pro capite del comune di Terlizzi ammonta a 7.300€, risultando tra i più bassi della regione.
Secondo i dati istat, il comune di Terlizzi registra tra i più alti tassi di disoccupazione, del 16,9%, maggiore quindi della media regionale. In particolare, si registra un'alta percentuale di disoccupazione femminile, che tocca le percentuali di 23,8%. In conclusione, si registra anche tra i più alti tassi di disoccupazione giovanile, alle percentuali del 40,4%.

### Agricoltura

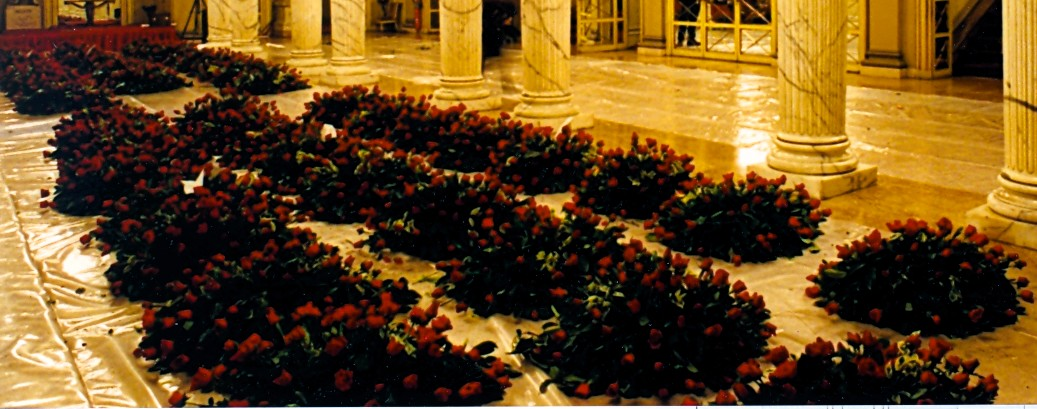
I cuscini di garofani di Terlizzi prima della posa sui palchi del teatro alla Scala di Milano, in occasione della Prima del 1996

L'agricoltura occupa il 19% di tutto il reddito del borgo. L'economia agricola è quindi caratterizzata dalla floricoltura, che dagli anni cinquanta si è affiancata alle tradizionali coltivazioni di olivo, vite, mandorli e cereali.

### Artigianato
L'artigianato nel borgo di Terlizzi è caratterizzato dalla produzione di ceramiche e terrecotte. L'arte della ceramica terlizzese  (principalmente vasellame da cucina e arredo decorativo) risale ai primi dell'Ottocento e, in epoca contemporanea, si avvale di una decina di aziende.

## Infrastrutture e trasporti
Terlizzi è servita da una stazione posta sulla ferrovia Bari-Barletta, gestita dalla Ferrotramviaria, che ricalca il tracciato della precedente tranvia a vapore, è inoltre presente una stazione passante per la frazione di Sovereto.
Terlizzi è collegata anche da vie autolinee gestite da STP, con la linea Molfetta-Terlizzi-Ruvo.

## Amministrazione

### I Sindaci dal 1741 al 2024

#### Regno di Napoli
- 1741 Antonio Scalera
- 1742 Nicolò Zappa
- 1747 Tommaso De Gemmis
- 1758 Gennaro De Paù
- 1770 Ferrante De Gemmis
- 1773 Nicolò La Ginestra

- 1775 Carlo Gentile De Paù
- 1775 Giuseppe Domenico Tauro
- 1776 Vincenzo Berbinellis
- 1777 Antonio Scalera
- 1779 Gioacchino Marinelli
- 1780 Ignazio Amorosini
- 1781 Gioacchino Marinelli
- 1782 Vincenzo Berbinellis
- 1784 Pietro Antonio De Napoli
- 1785 Carlo Gentile De Paù
- 1785 Domenico De Viti
- 1787 Ignazio Amorosini
- 1788 Marco Marella
- 1793 Vincenzo Berbinellis
- 1796 Michele Lioy
- 1800 Diego Sandoli
- 1801 Marco Marella
- 1803 Gioacchino Rutigliano
- 1803 Pasquale Schettini
- 1804 Vincenzo Berbinellis
- 1806 Matteo Lopez
- 1807 Girolamo Affaitati
- 1807 Pietro Antonio De Napoli
- 1807 Giuseppe De Gemmis
- 1809 Nicolò Marinelli
- 1810 Francesco Lioy
- 1813 Giovanni Amorosini
- 1814 Francesco Schettini
- 1816 Giovanni Amorosini

Regno delle Due Sicilie
- 1817 Giovanni Marinelli
- 1819 Michele Lamparelli
- 1823 Michele De Paù

- 1830 Giovanni Marinelli
- 1835 Francesco Caputi
- 1841 Giovanni Guastamacchia
- 1844 Giuseppe Laginestra
- 1846 Raffaele Marinelli
- 1850 Giuseppe De Napoli
- 1854 Gioacchino De Sario
- 1856 Michele Schettini
- 1860 Pietro Chiapperini

#### Regno d’Italia
- 1861 Nicolantonio Lioy
- 1862 Gioacchino Guastamacchia
- 1867 Paolo Barile
- 1867 Michele De Napoli
- 1870 Pietro Chiapperini
- 1875 Paolo Barile
- 1884 Michele Lamparelli
- 1889 Giuseppe Cipriani Marinelli
- 1890 Pietrangelo De Napoli
- 1892 Francesco Lioj
- 1897 Fransisco Alvarez Scalera
- 1900 Giuseppe Tangari
- 1902 Francesco Ventola
- 1905 Davide Barile
- 1910 Domenico De Nicolo

- 1921 Giuseppe Casamassima
- 1926 Giuseppe Marozzi - Podestà
- 1928 Giovanni Marinelli - Podestà
- 1936 Nicolò Quercia - Podestà
- 1939 Pasquale Morrone - Podestà
- 1943 Edgardo Monetti - Commissario

#### Governo del CLN
- 29.12.1943 Giulio Gadaleta - Commissario
- 08.08.1945 Michele Dello Russo - C.L.N.

#### Repubblica Italiana
- 09.04.1946 Andrea Vendola - DC
- 04.06.1952 Antonio La Tegola - PNM
- 14.06.1956 Armando Pileri - DC
- 01.03.1958 Domenico Di Gioia - Commissario
- 27.07.1959 Antonio La Tegola - PNM
- 27.12.1960 Antonio De Chirico - DC
- 27.02.1964 Vincenzo De Candia - DC
- 04.03.1968 Gioacchino Caldarola - DC
- 15.09.1970 Domenico Di Gioia - Commissario
- 14.02.1973 Raffaele de Scisciolo - DC
- 01.08.1974 Salvatore de Chirico - DC
- 25.07.1979 Giuseppe Morrone - DC
- 17.10.1983 Gioacchino Giangaspero - DC
- 19.11.1983 Giuseppe Ferorelli - Commissario
- 20.09.1984 Gioacchino Giangaspero - DC
- 14.12.1985 Giuseppe De Vanna - DC
- 28.01.1986 Pasquale Tempesta - DC
- 18.12.1986 Giuseppe Tricarico - PSI
- 09.03.1989 Gioacchino Giangregorio - MSI
- 17.07.1989 Mauro Maggialetti - DC
- 18.06.1990 Gero Grassi - DC
- 21.06.1991 Mauro Maggialetti - DC
- 01.03.1993 Luigi Varratta, Francesco Musci, Fulvio Schinzari, (Onofrio Capriati, Vincenzo Messina) Commissione Str.
- 21.05.1995 Alberto Amendolagine - Centrodestra
- 10.02.1996 Donato Cafagna - Commissario
- 14.04.1996 Alberto Amendolagine - Centrodestra
- 27.05.2002 Mario Volpe - Commissario
- 28.05.2003 Vincenzo Di Tria - Centrosinistra
- 22.12.2012 Mario Volpe - Commissario
- 29.05.2012 Nicola Gemmato - Centrodestra
- 12.06.2022 Michelangelo De Chirico - Centrosinistra

### Gemellaggi
Sesto San Giovanni, dal 10 settembre 1979 per il gran numero di terlizzesi che risiedono nella città lombarda.

## Sport

### Calcio
- ASD Real Olimpia Terlizzi
- ASD New Team Terlizzi

### Pallavolo
- Volley 2000 Terlizzi maschile
- Volley 2000 Terlizzi femminile

### Ciclismo
- Asd Ciclisti Terlizzi

### Pallacanestro
- A.S.D Polisportiva Nike Terlizzi

### Tennis
- L'Asd Tennis Terlizzi

### Scacchi
- A.S.D. Scacchistica Terlizzese La Torre del Tempo

### Impianti sportivi
- Stadio comunale
- PalaChicoli
- PalaFiori